# 2А38
30 mm оръдие 2А38 е съветско зенитно малокалибрено автоматично оръдие с калибър 30 mm, осигуряващо стрелба със снаряди, подавани из обща за двата ствола патронна лента от общ механизъм за подаване. Автомата има един стрелящ механизъм с ударно действие, обслужващ поред левия и десния ствол. Управлението на стрелбата е дистанционно – с помощта на електроспусък. Охлаждането на стволовете е течно: водно или с използването на антифриз при отрицателна температура на въздуха.
Автомата 2А38 работи при ъгли на възвишение от −9 град. до +85 град. Патронната лента се състои от звена с патрони, имащи снаряди с осколъчно-фугасно-запалително и осколъчно-трасиращо действие (в съотношение 4:1). Боекомплекта от патрони е 1904 за двата автомата. Автоматите осигуряват общ темп на стрелбата 4060 – 4810 изстрела/минута. Живучестта на автомата 2А38 (без смяна на стволовете) съставлява не по-малко от 8000 изстрела (при режим на стрелбата 100 изстрела на автомат с последващо охлаждане на стволовете). Началната скорост на снарядите е 960 – 980 м/с. Използва се за поразяване на въздушни цели, леко бронирана техника и жива сила на противника. Поставено е на ЗРАК (зенитен ракетно-артилерийски комплекс) 2К22 „Тунгуска“ и ЗРАК 96К6 „Панцир-С1“, а също и на техните модификации.

## Оператори
- СССР
- Русия
- Беларус
- Индия
- Иран
- Мароко
- ОАЕ
- Оман
- Сирия
- Украйна